# Rantau
Rantau (również Tebing Tinggi) – wyspa na północno-wschodnim wybrzeżu prowincji Riau w Indonezji, w Cieśninie Malakka. Znajduje się bezpośrednio na wschód od wyspy Padang i bezpośrednio na południe od wyspy Rangsang. Powierzchnia wynosi 1597 km². 
Stolicą wyspy jest Selat Panjang. Inne miasta to Bengkikit, Merbau, Mengkudu, Sungaitohor i Mayau na wybrzeżu oraz Deremi w głębi wyspy. Populacja wyspy według spisu powszechnego z 2010 roku wynosiła 81 008 osób. 